# Berlin Warschauer Straße
Berlin Warschauer Straße – stacja kolejowa na liniach S3, S5, S7, S75 i S9 S-Bahn oraz końcowa stacja metra na linie U1 i U3 – Warschauer Straße.
Stacja znajduje się przy ulicy Warschauer Straße w dzielnicy Friedrichshain, w okręgu administracyjnym Friedrichshain-Kreuzberg. Na stacji znajdują się 2 perony. Stacja S-Bahn została otwarta w 1884 r., a stacja metra w 1902 r. 
Do zjednoczenia Niemiec, we wschodniej części Berlina, NRD.